# Come Back Baby
Come Back Baby — концертний альбом блюзового співака і гітариста Джиммі Докінса, випущений лейблом MCM Records в 1976 році.

## Опис
Записаний 10 листопада 1976 року в Чикаго у клубі Big Duke´s. Серед композицій — кавер-версії «Come Back Baby» Рея Чарльза, «Blue Shadows Falling» Ловелла Фулсона, «Nature Ball» та «Pretty Woman» Альберта Кінга та «Ode to Billie Joe» Боббі Джентрі.
1995 року Storyville Records перевидав альбом на CD, до якого увійшли не видані на платівці композиції «Big Duke's», «J.D.'s Jam», «Nature Ball» та «Pretty Woman».

## Список композицій
1. «Come Back Baby» (Рей Чарльз) — 5:53
2. «I Got Wise»  (Джиммі Докінс) — 8:42
3. «Big Duke's»  (Джиммі Докінс) — 4:42
4. «Cross Road Blues» (Джиммі Докінс) — 6:00
5. «J.D.'s Jam»  (Джиммі Докінс) — 3:29
6. «Hard Road to Travel» (Джиммі Докінс) — 6:56
7. «Nature Ball»  (Альберт Кінг) — 5:40
8. «Blue Shadows Falling»  (Ловелл Фулсон) — 5:28
9. «Ode to Billie Joe»  (Боббі Джентрі) — 7:46
10. «Pretty Woman»  (Альберт Кінг, Джиммі Докінс) — 4:42

## Учасники запису
- Джиммі Докінс — гітара і вокал
- Річард Кірч — гітара
- Джиммі Джонсон — гітара (6)
- Сільвестер Боунс — бас
- Тайрон Сенчерей — ударні